# Louis Van Lint
Louis Van Lint (Saint-Josse-ten-Noode, 26 dicembre 1909 – Bruxelles, 27 dicembre 1986) è stato un pittore belga.
Capofila dell'Astrattismo lirico in Belgio, è stato tra i fondatori della Giovane Pittura Belga, ispirò alcuni tra gli aderenti al movimento CoBrA e contribuì alle loro ricerche.

## Biografia
Louis Noël Van Lint nacque a Saint-Josse-ten-Noode, nei dintorni di Bruxelles, da padre fiammingo e madre originaria della Provincia dell'Hainault, in Vallonia.
Giovanissimo, inizia a lavorare nella piccola impresa di costruzioni della sua famiglia. Nel 1924 s'iscrive all'Accademia di Belle Arti di Saint-Josse-ten-Noode per seguire i corsi di disegno e pittura, prima sotto la guida di Henri Ottevaere e poi di Jacques Maes. Frequenta l'Accademia fino al 1937. Durante lo stesso periodo studia anche scultura (1935) e architettura. Nelle opere giovanili (scene d'interni, paesaggi urbani e rurali) sviluppa uno stile realista con una tecnica da colorista assolutamente ragguardevole.
Nel 1934 sposa la giovane Marguerite Lutte, che conosce sin dall'infanzia.
Fa il suo debutto all'Esposizione Art Jeune (1938) e, nel 1940, dà vita al gruppo La Route Libre con Gaston Bertrand e Anne Bonnet. Dal 1941 al 1948 riceve molti premi e partecipa a numerose esposizioni, tra le quali la sua prima personale, che ha luogo nel 1942 al Palazzo delle Belle Arti di Bruxelles.
Aderisce alla corrente pittorica belga nota come Animismo, incentrata sulla presa di coscienza dei più semplici valori umani e partecipa con i suoi sostenitori alle esposizioni della Galerie Apollo. Tuttavia dal 1943, come testimonia L'écorché, autentico manifesto della svolta, fa voltafaccia e si allontana dall'Animismo. Ha inizio allora un periodo pittorico caratterizzato da un universo carnascialesco che evoca l'opera di Ensor.

Realizza allestimenti di scena per Le Baladin du monde occidental di Synge (1944) e per l'Histoire du soldat di Ramuz (1945).
A partire dal 1944 - 1945 il suo stile espressivo diventa più virulento (Autoportrait, 1944). Nel 1945 è cofondatore con Anne Bonnet e Gaston Bertrand della Giovane Pittura Belga, di cui Ensor diviene presidente onorario. Tale associazione d'artisti, alla ricerca di una nuova visione della pittura, proseguirà la propria attività fino al 1949.
Nel 1946 la moglie Marguerite dà alla luce la loro unica figlia, Martine.
Sotto l'influenza di Bazaine, la sua arte subisce una rapida evoluzione verso l'Astrattismo lirico ("Symphonie en rouge", 1949) e Van Lint inizia a collaborare ad alcune iniziative del movimento CoBrA (1948-1951).
Dal 1952 al 1954 tenta l'esperienza dell'Astrattismo geometrico (Urbanisme, 1954), prima di far ritorno al lirismo naturalistico. Da allora s'ispirerà sempre più alla frenesia vitale della natura dalla quale prende a prestito il dinamismo dei colori e della materia (Sauvagerie automnale, 1960).
Nel 1958 è insignito di onorificenza dalla Fondazione Solomon R. Guggenheim. Nel 1960 viene nominato membro dell'Accademia Reale del Belgio e riceve il Premio Internazionale di Pittura Marzotto a Lugano.
Tra il 1958 e il 1973 intraprende numerosi viaggi (Francia, Grecia, Portogallo, Tunisia, Spagna, Italia) che rappresentano altrettante fonti d'ispirazione per le sue opere.
All'inizio degli anni sessanta fa la conoscenza di Marcel Stal, proprietario della galleria Carrefour e accorto collezionista, che contribuisce ad estendere la fama dell'artista. È lui inoltre a presentargli Hergé, con il quale Van Lint stringerà amicizia. Van Lint inizia Hergé all'arte astratta e per un anno gli impartisce lezioni private di pittura.
Nel 1974 deve far fronte a gravi problemi di salute. Il 1977 invece è l'anno della prima di una serie di esposizioni alla galleria Armorial, diretta dallo storico dell'arte Serge Goyens de Heusch.
Nel 1981 molte delle sue opere vengono acquistate dalla famiglia granducale del Lussemburgo, nel 1982 viene nominato Grande Ufficiale dell'Ordine di Leopoldo e il Senato belga acquista la sua composizione Ballet ou Conflit.
Louis Van Lint si spegne il 27 dicembre 1986, appena una settimana dopo aver portato a termine la sua ultima tela, Seuil de l'Inexploré.

## Mostre
- Biennale di Venezia, 1948
- Gli autoritratti belgi degli Uffizi, Galleria degli Uffizi, Firenze, 2014